# キシロノ-1,4-ラクトナーゼ
キシロノ-1,4-ラクトナーゼ(Xylono-1,4-lactonase、EC 3.1.1.68)は、以下の化学反応を触媒する酵素である。
D-キシロノ-1,4-ラクトン + 水{\displaystyle \rightleftharpoons }D-キシロン酸
従って、基質はD-キシロノ-1,4-ラクトンと水の2つ、生成物はD-キシロン酸のみである。
この酵素は加水分解酵素に分類され、特にエステル結合に作用する。系統名は、D-キシロノ-1,4-ラクトン ラクトノヒドロラーゼ(D-xylono-1,4-lactone lactonohydrolase)である。この酵素は、ペントース及びグルクロン酸の相互変換に関与している。